# آتش‌روباه

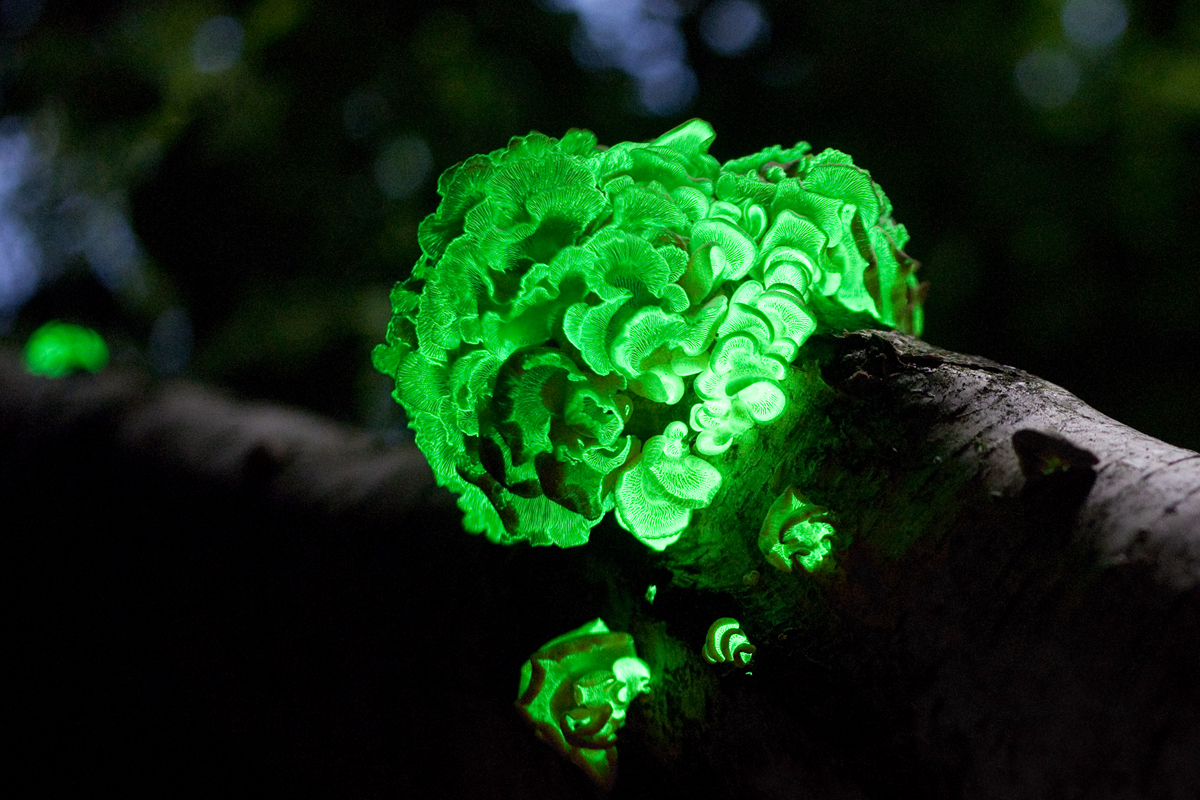
قارچ خون‌بند، کوه ورنون، ویسکانسین (نوردهی طولانی مدت)

آتش‌روباه (به انگلیسی: Foxfire)، که به آن آتش پری و آتش شامپانزه نیز می‌گویند، زیست‌تابی است که توسط برخی از گونه‌های قارچ موجود در چوب در حال پوسیدگی ایجاد می‌شود. درخشش سبز مایل به آبی به یک آنزیم اکسیداتیو لوسیفراز نسبت داده می‌شود که در واکنش با لوسیفرین (Luciferin) نور از خود ساطع می‌کند. این پدیده از زمان‌های قدیم شناخته شده است و منبع آن در سال ۱۸۲۳ مشخص شده است.

## شرح

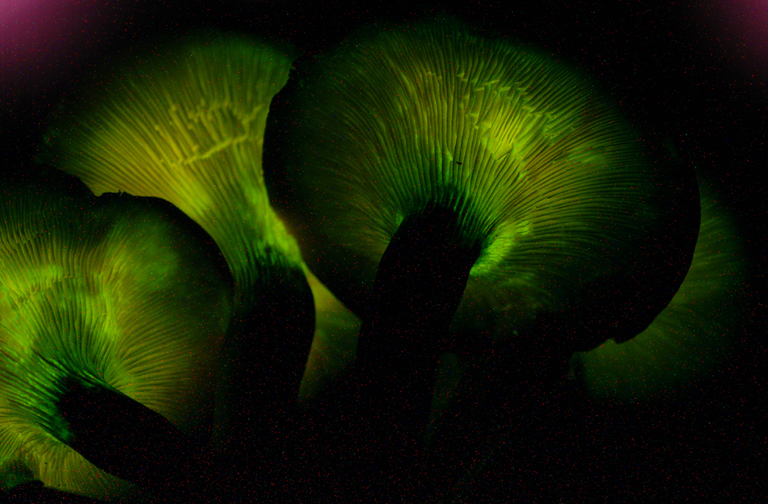
قارچ کدوفانوسی

در تعدادی از گونه‌ها از جمله قارچ خون‌بند، قارچ کدوفانوسی و قارچ شبح (Omphalotus nidiformis) دیده می‌شود. درخشش سبز مایل به آبی به لوسیفرین نسبت داده می‌شود که پس از اکسیداسیون که توسط آنزیم لوسیفراز کاتالیز می‌شود، نور ساطع می‌کند. برخی بر این باورند که نور، حشرات را برای پخش هاگ جذب می‌کند، یا مانند رنگ‌های روشن برخی از گونه‌های حیوانی سمی یا ناخوشایند به‌عنوان هشداری برای حیوانات گرسنه عمل می‌کند. اگرچه به‌طور کلی بسیار کم نور است، اما در برخی موارد آتش‌روباه به اندازه کافی روشن است که بتوان آن را دید.

## تاریخچه

نور پرکننده (Fill light) مصنوعی با درخشش طبیعی تضاد دارد.

قدیمی‌ترین اسناد ثبت شده از آتش‌روباه مربوط به سال ۳۸۲ قبل از میلاد توسط ارسطو است، که یادداشت‌های آن به نوری اشاره دارد که برخلاف آتش، در لمس سرد بود. متفکر رومی پلینی بزرگ نیز از چوب درخشان در باغ‌های زیتون یاد کرده است.
آتش‌روباه برای روشن کردن سوزن‌های فشارسنج و قطب‌نمای لاک‌پشت (Turtle)، یک زیردریایی اولیه استفاده شد. معمولاً تصور می‌شود که این مورد توسط بنجامین فرانکلین پیشنهاد شده است. با این حال، خواندن مکاتبات بنجامین گیل (Benjamin Gale) نشان می‌دهد که بنجامین فرانکلین تنها زمانی برای اشکال جایگزین نور مورد مشورت قرار گرفت که دمای سرد باعث غیرفعال شدن آتش‌روباه شد.
پس از ارجاعات ادبی بسیاری به آتش‌روباه توسط دانشمندان اولیه و طبیعت‌شناسان، علت آن در سال ۱۸۲۳ کشف شد. درخشش ساطع شده از تیرهای نگهدارنده چوبی در معادن مورد بررسی قرار گرفت و مشخص شد که زیست‌تابی از رشد قارچ ناشی می‌شود.
«روباه» در آتش‌روباه ممکن است از کلمه فرانسوی قدیمی فو (faux) به معنای «کاذب» گرفته شده باشد نه از نام حیوان. با این حال، ارتباط روباه‌ها با چنین نورهایی بسیار گسترده است و در فولکلور ژاپنی نیز دیده می‌شود.